# Elizabeth Fullhame
Elizabeth Fulhame (Escocia; siglo XVIII - ???) fue una química escocesa de familia culta, miembro honoraria de la Sociedad Química de Filadelfia.
Entre sus obras trascendió el Ensayo sobre la combustión (1794), el propósito del mismo era encontrar aplicaciones prácticas en sus experimentos. Sin embargo, dedicó su vida a la química teórica. Fullhame rechazaba en parte la teoría de la combustión de Lavoisier y la teoría del flogisto. Su libro se reimprimió en 1810.

## Recepción de su trabajo
Volvió a publicar en Alemania y Estados Unidos, los experimentos de Fulhame fueron revisados en varias revistas británicas, y se comentaron positivamente por Benjamin Thompson, conde de Rumford, y John Herschel.
Fulhame publicó sus experimentos sobre las reducciones donde había utilziado agua con metales en un libro con el fin de no ser «plagiado». También describió su libro que posiblemente pudiera servir como «un faro para las navegantes futuras» (por ejemplo, las mujeres) ocupando investigaciones científicas. Lamentablemente, Antoine Lavoisier murió seis meses antes de la publicación de su libro y por lo tanto no pudo responder a su teoría. El químico irlandés William Higgins se quejó de que ella había ignorado su trabajo sobre la implicación del agua en la oxidación del hierro, pero magnánimamente concluyó: «He leído su libro con gran placer, y de todo corazón deseo que su ejemplo loable pueda ser seguido por el resto de su sexo».